# MIDNIGHT TRAIN
JR EAST MIDNIGHT TRAIN（ジェイアール・イースト・ミッドナイト・トレイン）は、2007年10月1日から2010年3月31日までJ-WAVEで放送されていたラジオ番組。提供はJR東日本。

## 概要
「ライブパフォーマンスとの一期一会」をコンセプトにしており、番組の大半で国内・国外を問わずライヴ演奏を放送している。また番組中盤では主に東京近郊のライブハウス等で行なわれる公演情報を伝えている。
当番組の放送開始に伴い、J-WAVEでのOH! MY RADIOの開始時刻は30分繰り下げとなった（Brandnew JではSTANDBY OH!MY RADIOとして放送）。

## 放送時間
- 月曜-木曜 24:00-24:30

## ナビゲーター
番組内の肩書きとしては「ミュージックトラベラー」と称していた。
- YUKO（2007年10月 - 2009年3月）
- 奥貫薫（2009年4月 - 2010年3月）

## 特別番組
J-WAVE NEW YEAR SPECIALの一つの年越し特別番組として放送。Billboard LIVE TOKYOで開催されたカウントダウンライヴの模様を生中継したほか、過去に各地で演奏されたライブ音源を放送した。
- 2008年12月31日 JR EAST MIDNIGHT TRAIN NEW YEAR SPECIAL THE MUSIC DEPERTURE 2009 (23:45-25:00)
- 2009年12月31日 JR EAST MIDNIGHT TRAIN THE MUSIC DEPERTURE 2010 (23:45-25:00)